# Calligaster
Calligaster (лат.) — род одиночных ос (Eumeninae). Юго-Восточная Азия.

## Описание
Осы средних и крупных размеров (около 2 см) с узкой талией (первый тергит в виде петиолевидного стебелька). Основная окраска чёрная. Взрослые самки охотятся на личинок насекомых, которые служат кормом для развития собственных личинок осы. От близких родов отличаются следующими признаками: нижненечелюстной щупик 3-сегментный; тергит I более чем в два раза длиннее ширины, продольно полосатый; тегула сзади острая. Средние голени с двумя шпорами.

## Классификация
Род был выделен в 1852 году для вида Calligaster cyanopterade Saussure, 1852. Род включают в состав подсемейства Eumeninae. Близок к роду Discoelius.
- Calligaster cyanopterus (Saussure, 1852)
- Calligaster etchellsii (Cameron, 1909)
- Calligaster hero de Haan (Sauss.), 1852
- Calligaster heros Saussure, 1852
- Calligaster himalayensis (Cameron, 1904)
- Calligaster ilocana Selis, 2022[6]
- Calligaster viridipennis Giordani Soika, 1958
- Calligaster williamsi Bequard, 1940[7]

- Pseudozumia gracilis van der Vecht, 1963[6]
  - =Calligaster zetteli Gusenleitner, 2006[8]